# 56-й гвардейский десантно-штурмовой полк
56-й гвардейский десантно-штурмовой орденов Кутузова и Отечественной войны 1-й степени Донской казачий полк — тактическое формирование Воздушно-десантных войск Российской Федерации. В период Афганской войны, в качестве бригады, формирование находилось в составе десантно-штурмовых формирований Сухопутных войск СССР, затем в составе ВДВ СССР (с 1990 года). Днём создания формирования является 11 июня 1943 года, когда были сформированы 7-я и 17-я гвардейские воздушно-десантные бригады.
Создан на базе бывшей 56-й десантно-штурмовой бригады и 171-го отдельного десантно-штурмового батальона. Пункт постоянной дислокации — город Феодосия с 1 декабря 2021 года.

## История

### Великая Отечественная война (1941—1945)[3]
На 4-м Украинском фронте была развёрнута сильная группировка ВДВ в составе 4-й, 6-й и 7-й гвардейских воздушно-десантных бригад. Её планировалось применить Крымской наступательной операции.
В декабре 1943 года 4-я и 7-я гвардейские воздушно-десантные бригады были передислоцированы в Московский военный округ.
15 января 1944 года в соответствии с приказом командующего ВДВ Красной Армии № 00100 от 26 декабря 1943 года в городе Ступино Московской области на базе 4-й, 7-й и 17-й отдельных гвардейских воздушно-десантных бригад (бригады дислоцировались в г. Востряково, Внуково, Ступино) была сформирована 16-я гвардейская воздушно-десантная дивизия. В дивизии по штату было 12 000 человек.
В августе 1944 года дивизия была передислоцирована в город Старые Дороги Могилёвской области и 9 августа 1944 года вошла в состав вновь сформированного 38-го гвардейского воздушно-десантного корпуса. В октябре 1944 года 38-й гвардейский воздушно-десантный корпус вошёл в состав вновь сформированной отдельной гвардейской воздушно-десантной армии.
8 декабря 1944 года армия была переформирована в 9-ю гвардейскую армию, 38-й гвардейский воздушно-десантный корпус стал гвардейским стрелковым.
Приказом Ставки Верховного Главнокомандующего № 0047 от 18 декабря 1944 года 16-я гвардейская воздушно-десантная дивизия была переформирована в 106-ю гвардейскую стрелковую дивизию 38-го гвардейского стрелкового корпуса. 4-я отдельная гвардейская воздушно-десантная бригада была переформирована в 347-й гвардейский стрелковый полк, 7-я отдельная гвардейская воздушно-десантная бригада — в 351-й гвардейский стрелковый полк, 17-я отдельная гвардейская воздушно-десантная бригада — в 355-й гвардейский стрелковый полк.
В состав 106-й гвардейской стрелковой дивизии входили:
- 347-й гвардейский стрелковый полк;
- 351-й гвардейский стрелковый полк;
- 355-й гвардейский стрелковый полк;
- 107-й отдельный гвардейский зенитно-артиллерийский дивизион;
- 193-й отдельный гвардейский батальон связи;
- 123-й отдельный гвардейский противотанковый дивизион;
- 139-й отдельный гвардейский сапёрный батальон;
- 113-я отдельная гвардейская разведрота;
- 117-я отдельная гвардейская химическая рота;
- 234-й отдельный гвардейский медсанбат.

В состав дивизии также была введена 57-я артиллерийская бригада трёхполкового состава:
- 205-й пушечный артиллерийский полк;
- 28-й гаубичный артиллерийский полк;
- 53-й миномётный полк.

В январе 1945 года дивизия в составе 38-го гвардейского стрелкового корпуса передислоцировалась по железной дороге в Венгрию, к 26 февраля сосредоточилась восточнее города Будапешт в районе: Сольнок — Абонь — Сойал — Териель и в начале марта вошла в состав 3-го Украинского фронта.
16 марта 1945 года, прорвав оборону немцев, 351-й гвардейский стрелковый полк вышел на австро-венгерскую границу.
В марте — апреле 1945 года дивизия участвовала в Венской операции, наступая на направлении главного удара фронта. Дивизия во взаимодействии с соединениями 4-й гвардейской армии прорвала оборону противника севернее города Секешфехервар, вышла во фланг и тыл главным силам 6-й танковой армии СС, вклинившимся в оборону войск фронта между озёрами Веленце и Балатон. В начале апреля дивизия нанесла удар в северо-западном направлении в обход Вены и во взаимодействии с 6-й гвардейской танковой армией сломила сопротивление противника, выдвинулась к Дунаю и отрезала противнику пути отступления на запад. Дивизия успешно вела бои в городе, которые продолжались до 13 апреля.
Указом Президиума Верховного Совета СССР от 29.03.1945 г. за участие в разгроме одиннадцати дивизий противника юго-западнее г. Будапешт и взятии г. Мор дивизия награждена орденом Кутузова II степени.
За прорыв укреплённой полосы обороны и овладение городом Мор весь личный состав получил благодарность Верховного Главнокомандующего.
Указом Президиума Верховного Совета СССР от 26.04.1945 г. «за участие во взятии г. Вены» дивизия награждена орденом Красного Знамени. С тех пор 26 апреля считается годовым праздником части.
В ходе Венской операции дивизия прошла с боями свыше 300 километров. В отдельные дни темп наступления её достигал 25—30 километров в сутки.
С 5 по 11 мая 1945 года дивизия в составе войск 2-го Украинского фронта принимала участие в Пражской наступательной операции.
5 мая дивизия была поднята по тревоге и совершила марш к австро-чехословацкой границе. Войдя в соприкосновение с противником, 8 мая она пересекла границу Чехословакии и с ходу овладела городом Зноймо.
9 мая дивизия продолжала боевые действия по преследованию врага и успешно развивала наступление на Рец, Писек. Дивизия совершила марш, преследуя противника, и за 3 дня прошла с боями 80-90 км. В 12.00 11 мая 1945 г. передовой отряд дивизии вышел на реку Влтава и в районе деревни Олешня встретился с войсками американской 5-й армии. Здесь закончился боевой путь дивизии в Великой Отечественной войне.

### 1945—1979

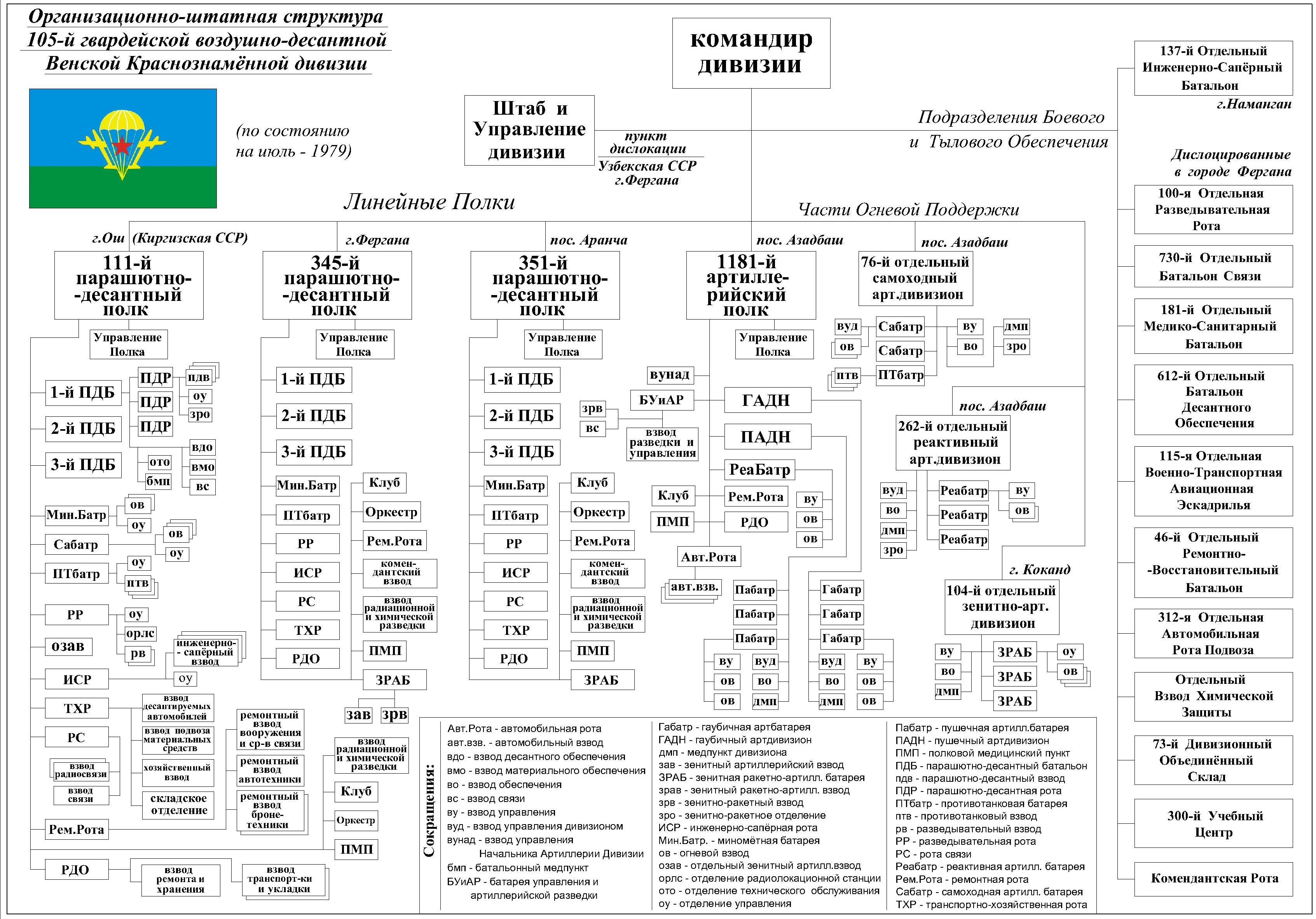
Организационно-штатная структура 105-й гв. вдд на июль 1979 года.

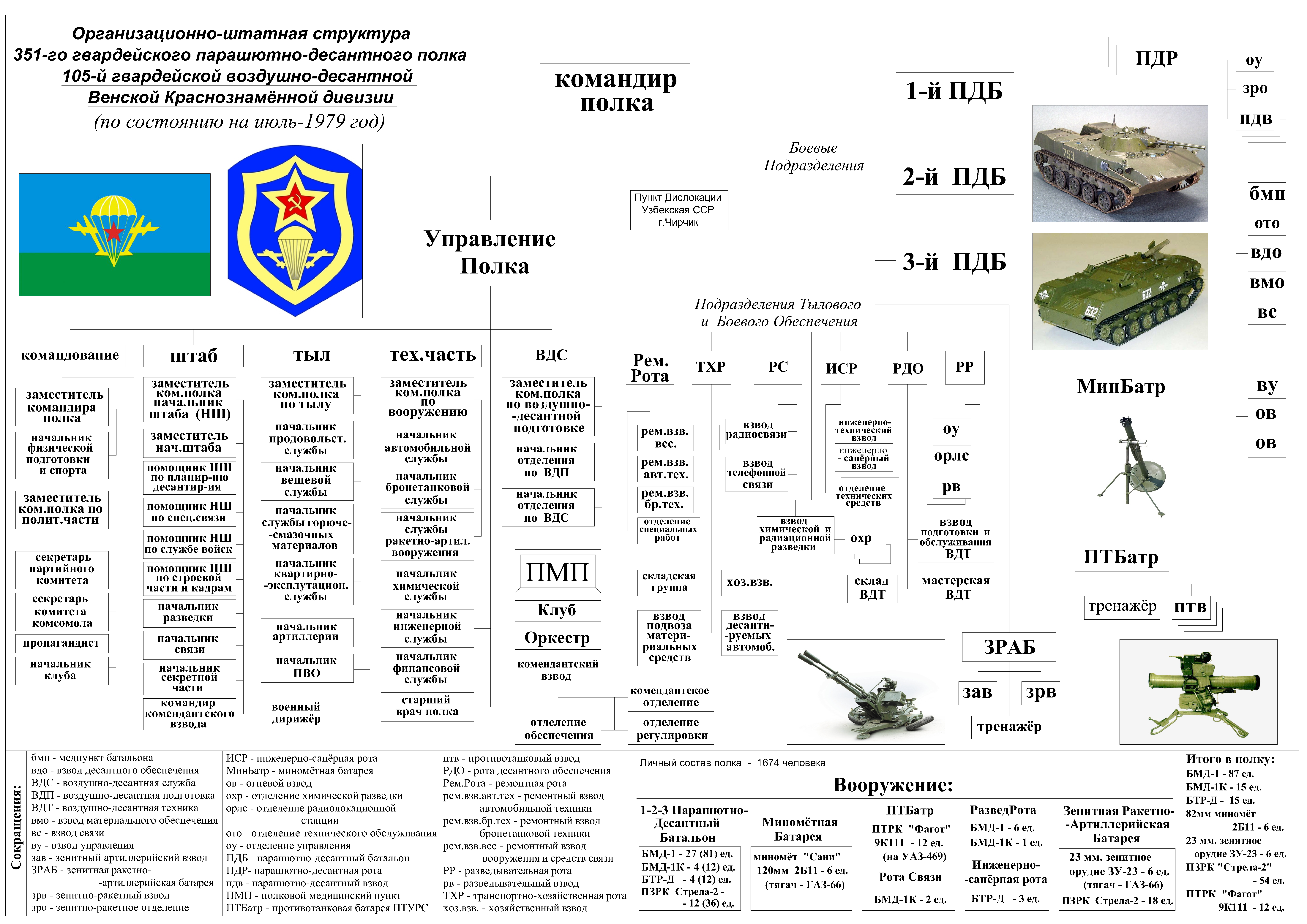
Организационно-штатная структура 351-го гвардейского парашютно-десантного полка 105-й гв. вдд на июль 1979 года

По окончании боевых действий дивизия из Чехословакии своим ходом вернулась в Венгрию. С мая 1945 по январь 1946 года дивизия располагалась лагерем в лесах южнее Будапешта.
На основании Постановления Совета Министров СССР № 1154474сс от 3.06.1946 г. и директивы Генерального штаба Вооружённых Сил СССР №орг/2/247225 от 7.06.1946 г. к 15 июня 1946 года 106-я гвардейская стрелковая Краснознамённая, ордена Кутузова дивизия была переформирована в 106-ю гвардейскую воздушно-десантную Краснознамённую, ордена Кутузова дивизию.
С июля 1946 года дивизия дислоцировалась в Туле. Дивизия входила в состав 38-го гвардейского воздушно-десантного Венского корпуса (штаб корпуса — Тула).
3 декабря 1947 года дивизии было вручено Боевое знамя.
На основании директив начальника Генерального штаба Вооружённых Сил от 3 сентября 1948 года и от 21 января 1949 года 106-я гвардейская воздушно-десантная Краснознамённая, ордена Кутузова дивизия в составе 38-го гвардейского воздушно-десантного Венского корпуса вошла в состав воздушно-десантной армии.
В апреле 1953 года воздушно-десантная армия была расформирована.
На основании директивы начальника Генерального штаба Вооружённых Сил от 21 января 1955 года к 25 апреля 1955 года 106-я гвардейская воздушно-десантная дивизия вышла из состава 38-го гвардейского воздушно-десантного Венского корпуса, который был расформирован, и перешла на новый штат трёх полкового состава с кадрированным батальоном (неполного состава) в каждом парашютно-десантном полку.
Из состава расформированной 11-й гвардейской воздушно-десантной дивизии в состав 106-й гвардейской воздушно-десантной дивизии был принят 137-й гвардейский парашютно-десантный полк. Пункт дислокации город Рязань.
Личный состав 351-го гвардейского парашютно-десантного полка участвовал в военных парадах на Красной Площади в Москве, принимал участие в больших учениях МО и в 1955 году десантировался вблизи г. Кутаиси (Закавказский ВО).
В 1956 году 38-й гвардейский воздушно-десантный Венский корпус был расформирован и дивизия стала непосредственно подчиняться командующему ВДВ.
В 1957 году полк проводил показательные учения с десантированием для военных делегаций Югославии и Индии.
На основании директив Министра обороны СССР от 18 марта 1960 года и Главнокомандующего Сухопутными войсками от 7 июня 1960 года до 1 ноября 1960 года:
- в состав 105-й гвардейской воздушно-десантной Венской Краснознамённой дивизии из состава 106-й гвардейской воздушно-десантной дивизии был принят 351-й гвардейский парашютно-десантный полк (город Ефремов Тульской области);
- 105-я гвардейская воздушно-десантная дивизия (без 331-го гвардейского парашютно-десантного полка) была передислоцирована в Туркестанский военный округ в город Фергана Узбекской ССР;
- 351-й гвардейский парашютно-десантный полк был дислоцирован в городе Чирчик Ташкентской области.

В 1966 году после землетрясения в Ташкенте личный состав 351-го полка оказывал помощь жителям города, пострадавшим от стихии, помогал местной власти в поддержании порядка.
В 1973 году 351-й полк получил новое боевое знамя. До этого времени в качестве него использовалось боевое знамя 7-й воздушно-десантной бригады со времён Великой Отечественной войны, со следами попадания осколков от снарядов.
В 1974 году 351-й полк десантируется в один из районов Средней Азии и участвует в крупномасштабных учениях ТуркВО. Являясь передовой частью ВДВ Среднеазиатского региона страны, полк участвует в парадах в столице Узбекистана в Ташкенте.
В 1977 году на вооружение 351-го полка поступили БМД-1 и БТР-Д. Личный состав полка на тот момент — 1674 человека.
На основании директивы начальника Генерального штаба Вооружённых Сил от 3 августа 1979 года к 1 декабря 1979 года 105-я гвардейская воздушно-десантная дивизия была расформирована.
От дивизии остались в Фергане 345-й отдельный гвардейский парашютно-десантный ордена Суворова полк значительно большего состава (к нему был добавлен гаубичный артиллерийский дивизион), чем обычный и 115-я отдельная военно-транспортная авиационная эскадрилья.
На базе 351-го гвардейского парашютно-десантного полка 105-й гвардейской воздушно-десантной дивизии к 30 ноября 1979 года в п. Азадбаш (район города Чирчик) Ташкентской области Узбекской ССР была сформирована 56-я отдельная гвардейская десантно-штурмовая бригада (56 гв. одшбр). На момент формирования штатная численность бригады составила 2833 человека.
Остальной личный состав дивизии обращался на восполнение некомплекта в других соединениях ВДВ и на доукомплектование вновь формируемых отдельных десантно-штурмовых бригад.
Для формирования бригады были призваны военнообязанные (военнослужащие запаса) — так называемые «партизаны» — из числа жителей среднеазиатских республик и юга КазССР. Они впоследствии и составят 80 % личного состава бригады при вводе войск в ДРА.
Формирование подразделений бригады одновременно было проведено в 4-х мобилизационных пунктах и завершено в г. Термез:

Войны, истории, факты.:

«…формально бригада считается сформированной в Чирчике на базе 351-й гв. пдп. Однако, де-факто, её формирование проводилось разрозненно в четырёх центрах (Чирчик, Капчагай, Фергана, Иолотань), а сведена в единое целое уже перед самим вводом в Афганистан в Термезе. Штаб же бригады (или офицерский кадр), как формально и её кадр, по-видимому дислоцировался первоначально в Чирчике…» 
13 декабря 1979 года подразделения бригады погрузились в воинские поезда и были передислоцированы в город Термез Узбекской ССР.

### Афганская война (1979—1989)

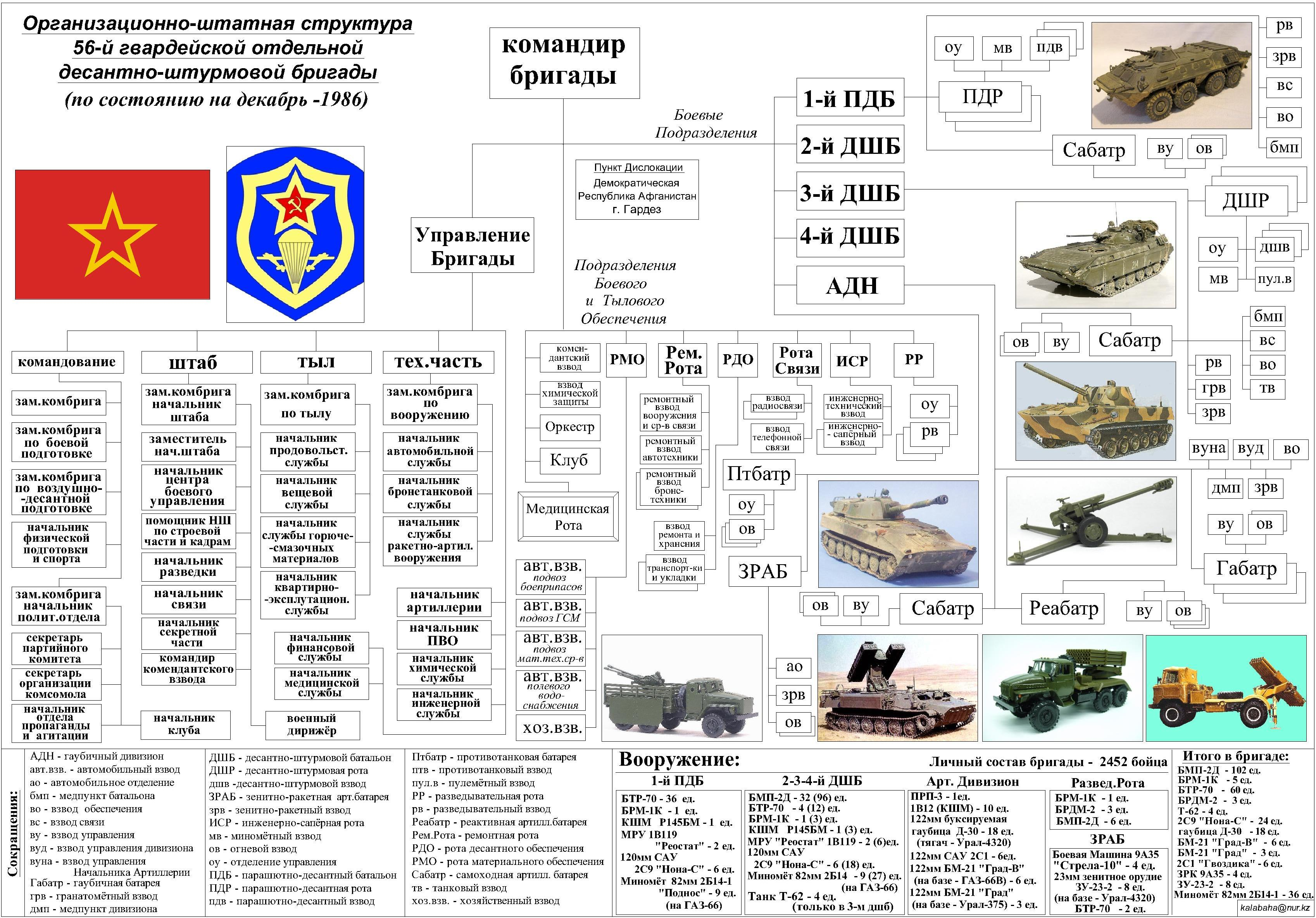
Организационно-штатная структура 56-й гв. одшбр на декабрь-1986

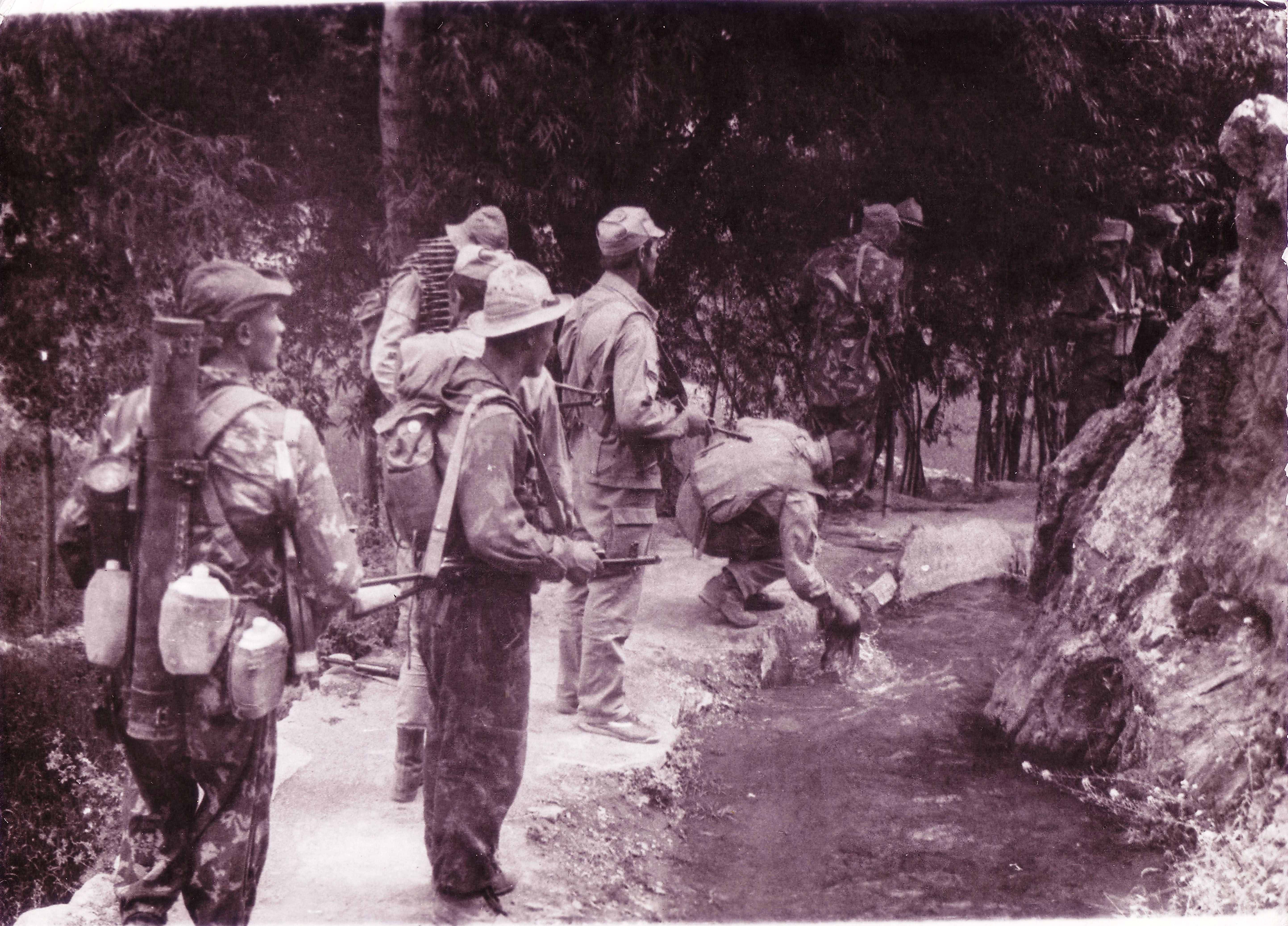
Бойцы 56-й гв. одшбр в июне 1987 года

В декабре 1979 года бригада была введена в Демократическую Республику Афганистан и вошла в состав 40-й общевойсковой армии.
Утром 25 декабря 1979 года первым на территорию ДРА был переправлен 350 Гвардейский ПДП ВДВ СССР, потом 781-й отдельный разведывательный батальон 108 мсд. Следом за ним переправился 4-й десантно-штурмовой батальон (4-й дшб) 56-й гв. одшбр, которому была поставлена задача по охране перевала Саланг.
Из Термеза 1-й пдб и 2-й дшб на вертолётах, а остальные в колонне — были передислоцированы город Кундуз. 4-й дшб остался на перевале Саланг. Затем из Кундуза 2-й дшб был переведён в город Кандагар где вошёл в состав вновь сформированной 70-й отдельной гвардейской мотострелковой бригады.
В январе 1980 года был введён весь состав 56-й гв. одшбр. Она была размещена в городе Кундуз.

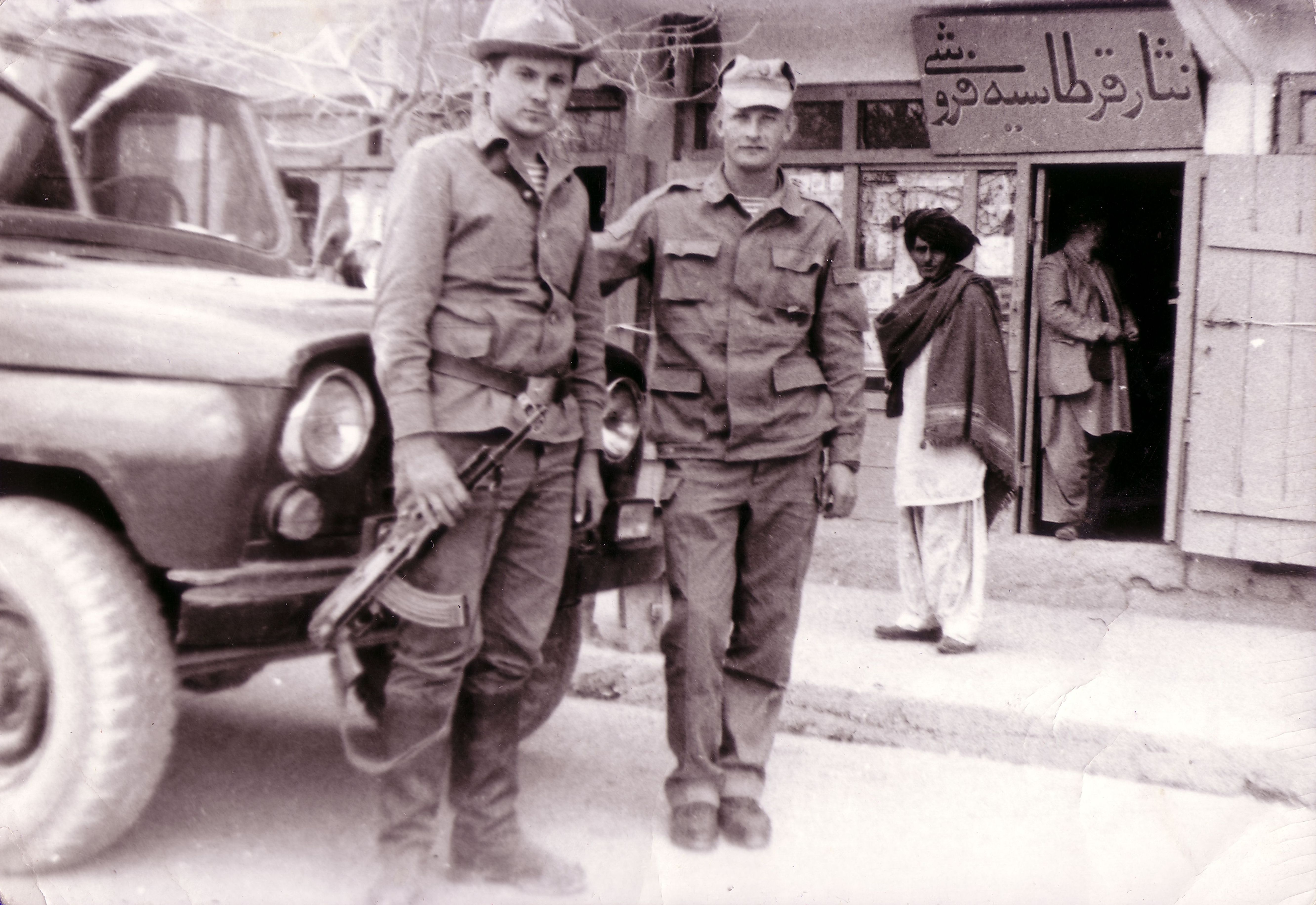
В Гардезе

С момента передачи 2-й дшб в состав 70-й омсбр, бригада фактически являлась полком трёхбатальонного состава.
Первоначальной задачей подразделений бригады была охрана и оборона крупнейшей автомагистрали в районе перевала Саланг, обеспечение продвижения советских войск в центральные и южные районы Афганистана.
С 1982 года по июнь 1988 года 56-я гв. одшбр дислоцируется в районе г. Гардез, ведя боевые действия на всей территории Афганистана: Баграм, Мазари-Шариф, Ханабад, Панджшер, Логар, Алихейль (Пактия). В 1984 году бригада за успешное выполнение боевых задач была награждена переходящим Красным Знаменем ТуркВО.
Приказом от 1985 года, в середине 1986 года вся штатная авиадесантируемая бронетехника бригады (БМД-1 и БТР-Д) была заменена на более защищённую бронетехнику с большим моторесурсом:
- БМП-2Д — для разведывательной роты, 2-го, 3-го и 4-го батальонов
- БТР-70 — для 2-й и 3-й парашютно-десантных рот 1-го батальона (у 1-й пдр остались БРДМ-2).

Также особенностью бригады являлся увеличенный штат артиллерийского дивизиона, состоявшего не из 3-х огневых батарей, как это было принято для частей дислоцированных на территории СССР, а из 5-и.
4 мая 1985 г. указом Президиума Верховного Совета СССР бригада награждена орденом Отечественной войны I степени № 56324698.
С 16 декабря 1987 года по конец января 1988 года бригада принимала участие в операции «Магистраль». В апреле 1988 года бригада принимала участие в операции «Барьер». Десантники перекрыли караванные пути из Пакистана в целях обеспечения вывода войск из города Газни.
Штатная численность личного состава 56-й гв. одшбр на 1 декабря 1986 составляла 2452 человека (261 офицер, 109 прапорщиков, 416 сержантов, 1666 солдат).
12-14 июня 1988 года бригада была выведена из Афганистана в г. Йолотань Туркменской ССР.
БРДМ-2 в бригаде имелось всего 3 ед. в составе разведроты. Однако, ещё один БРДМ-2 имелся в химвзводе и ещё 2 шт. в ОПА (отряд пропаганды и агитации).

### 1989—1992
В 1990 году бригада была передана в состав ВДВ и переформирована в отдельную гвардейскую воздушно-десантную (овдбр). Бригада прошла «горячие точки»: Афганистан (12.1979-07.1988), Баку (12-19.01.1990 — 02.1990), Сумгаит, Нахичевань, Мегри, Джульфа, Узген (06.06.-08.1990), Чечня (12.94-10.96, Грозный, Первомайский, Аргун и с 09.1999 — 2005).
15 января 1990 года Президиум Верховного Совета СССР после детального изучения обстановки принял решение «Об объявлении чрезвычайного положения в Нагорно-Карабахской автономной области и некоторых других районах». В соответствии с ним ВДВ начали операцию, проводившуюся в два этапа. На первом этапе в период с 12 по 19 января на аэродромы под Баку высадились части 106-й и 76-й воздушно-десантных дивизий, 56-й и 38-й воздушно-десантных бригад и 217-го парашютно-десантного полка (подробнее см. статью Чёрный январь), а в Ереване — 98-я гвардейская воздушно-десантная дивизия. 39-я отдельная воздушно-десантная бригада вошла в Нагорный Карабах.
С 23 января подразделения ВДВ начали операции по восстановлению порядка в других частях Азербайджана. В районе Ленкорани, Пришипа и Джалилабада они проводились совместно с пограничными войсками, восстановившим государственную границу.
В феврале 1990 года бригада возвратилась к месту постоянной дислокации в г. Иолотань.
С июня по август 1990 года подразделения 56-й гв. одшбр поддерживали порядок в Киргизии (г. Узген).
6 июня 1990 года началась высадка на аэродромах в городах Ош и Андижан 56-й гв. одшбр. Далее на военной технике и гражданских автобусах продвинулись в Узген и взяли под контроль обстановку как внутри так и вокруг Узгена. В августе, числа четвёртого, бригада была выведена за пределы города, в Ширали. И простояла там ещё несколько дней. После чего маршем выдвинулась в Фергану на аэродром, от куда всем составом была возвращена в Иолотань.

### 1992—1997
В октябре 1992 году в связи с суверенизацией республик бывшего СССР бригада была передислоцирована в пункт временной дислокации станицу Зеленчукская Карачаево-Черкесии (в бывшем пункте постоянной дислокации г. Иолотань (Туркменистан) позже был сформирован отдельный десантно-штурмовой батальон ВС Туркменистана). Оттуда, в 1993 году, маршем выдвинулась на место постоянной дислокации в посёлок Подгоры под городом Волгодонск Ростовской области. Территория военного городка представляла собой бывший вахтенный городок строителей Ростовской АЭС, расположенный в 3 километрах от атомной станции.
С декабря 1994 года по август — октябрь 1996 года сводный батальон бригады воевал в Чечне. 29 ноября 1994 года в бригаду был отправлен приказ о формировании сводного батальона и переброске его в Моздок. Артдивизион бригады принимал участие в конце 1995 года — начале 1996 года в операции под Шатоем. Отдельный взвод АГС-17 бригады с марта 1995 г. по сентябрь 1995 г. в составе сводного батальона 7-й гв. вдд принимал участие в горной компании в Веденском и Шатойском районах Чечни. За проявленное мужество и героизм военнослужащие награждены медалями и орденами. В октябре-ноябре 1996 года сводный батальон бригады был выведен из Чечни. По ходатайству Донского казачьего войска бригаде было присвоено почётное наименование Донской казачьей.

### Преобразование в полк (1997—2009)
В 1997 году бригада была переформирована в 56-й гвардейский десантно-штурмовой, ордена Отечественной войны I степени, Донской казачий полк, который вошёл в состав 20-й гвардейской мотострелковой дивизии.
В июле 1998 года приказом Министра обороны РФ в связи с возобновлением строительства Ростовской АЭС 56-й полк начал передислокацию в город Камышин Волгоградской области. Полк был размещён в корпусах расформированного в 1998 году Камышинского высшего военно-строительного командно-инженерного училища.
19 августа 1999 года десантно-штурмовой отряд из состава полка был направлен на усиление сводного полка 20-й гвардейской мотострелковой дивизии и был отправлен литерным воинским эшелоном в Республику Дагестан. 20 августа 1999 года десантно-штурмовой отряд прибыл в село Ботлих. В дальнейшем принимал участие в боевых действиях в Республике Дагестан и в Чеченской Республике.
В декабре 1999 года подразделения пдб 56-го гв. дшп первыми десантировались на участке российско-грузинской границы, блокировали дорогу Итум-Кали — Шатили и впоследствии с ДШМГ ФПС прикрывали чеченский участок границы.
В марте 2000 года батальон полка участвует в штурме села Комсомольское.
Батальонная тактическая группа полка воевала на Северном Кавказе (место временной дислокации — н.п. Ханкала) до 2005 года.

### Переформирование в бригаду (2009—2013)
С 1 мая 2009 года 56-й гвардейский десантно-штурмовой полк вновь стал бригадой. А с 1 июля 2010 года она перешла на новый штат и стала именоваться как 56-я отдельная гвардейская десантно-штурмовая ордена Отечественной войны Донская казачья бригада (лёгкая) (в/ч 74507).

### Переподчинение (2013—2016)

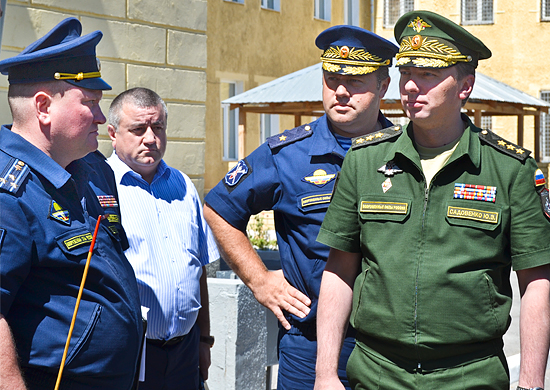
Заместитель Министра обороны — руководитель Аппарата Министра обороны РФ генерал-полковник Юрий Садовенко в 56-й гв. одшбр, 2014 год

В связи с реформированием ВДВ, все десантно-штурмовые формирования выведены из состава Сухопутных войск и подчинены Управлению Воздушно-Десантных войск при Минобороны России:

«В соответствии с указом президента Российской Федерации № 776 от 11 октября 2013 года и директивой начальника Генерального штаба Вооружённых сил Российской Федерации в состав Воздушно-десантных войск вошли три десантно-штурмовые бригады, дислоцированные в городах Уссурийске, Улан-Удэ и Камышине, ранее входившие в состав Восточного и Южного военных округов»— Деловая Газета "Взгляд"
С указанной даты 56-я гв. одшбр находится в составе ВДВ РФ.

### Эксперимент (2016—2021)

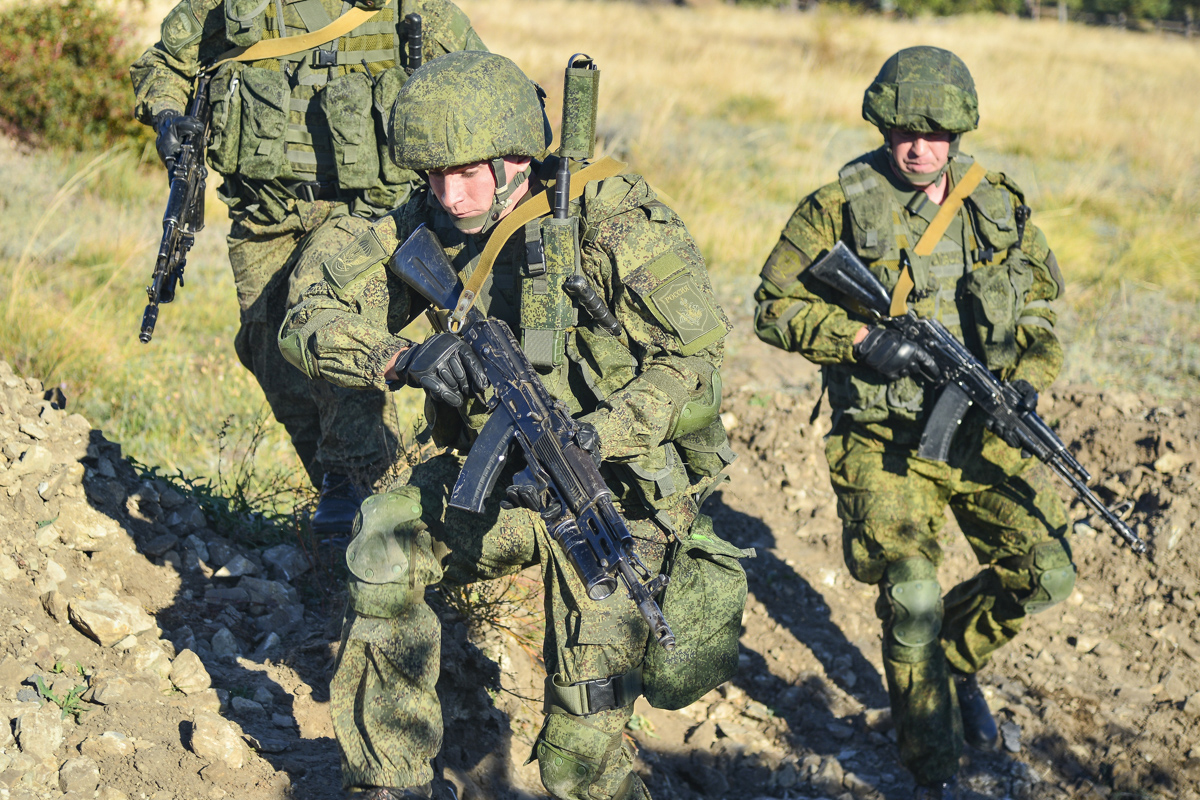
Итоговая проверка 56-й гв. одшбр 17 октября 2018

Бригада участвовала в эксперименте по замене боевой техники на автомобили УАЗ Хантер для увеличения скорости передвижения. Несмотря на позитивный результат в плане мобильности, бригада сдала «хантеры» ввиду их небольших размеров: бойцам было тесно, неудобно было перевозить тяжёлое вооружение, дополнительное имущество и грузы, поэтому приходилось довооружать бригаду грузовиками ГАЗ-66.

### Война в Сирии
Достоверных фактов (подтвержденных российской стороной) с участием военнослужащих 56-й ОДШБр в операции в Сирии нет. Из открытых источников, что по крайней мере один офицер — майор Санал Санчиров — погиб в декабре 2016 года в ходе боёв за Пальмиру.

### Переформирование в полк (2021)
С 1 декабря 2021 года бригада переформирована в 56-й гвардейский десантно-штурмовой ордена Отечественной войны Донской казачий полк с дислокацией в городе Феодосия, Республика Крым. В новом месте дислокации построены два общежития, здание штаба, столовая, контрольно-пропускной пункт, контрольно-технический пункт, площадка для ВВТ, полигон «Старокрымский»

### Вторжение на Украину (2022)
В 2022 году полк в составе 7-й гвардейской десантно-штурмовой дивизии ВС России принял участие в войне с Украиной с территории Крыма. Конкретно полк участвовал в захвате Херсона российской армией, в захвате аэродрома в Чернобаевке, где понёс серьезные потери, по открытым данным установлена гибель 50 военнослужащих полка за 2022 год. После отступления из Херсона, 56-й дшп занимал позиции на левом берегу Днепра, затем часть подразделений, в августе 2023 года, была переброшена в Запорожскую область, на Токмакское направление, к селу Работино. После понесённых потерь части 56-й дшп были доукомплектованы заключёнными из мест лишения свободы
29 апреля 2024 года министр обороны Сергей Шойгу направил полку телеграмму, в которой поздравил его с награждением орденом Кутузова.

## Состав

### 56-я отдельная гвардейская десантно-штурмовая бригада
- управление;
- парашютно-десантный батальон;
- 2-й десантно-штурмовой батальон;
- 3-й десантно-штурмовой батальон;
- танковый батальон;
- разведывательный батальон;
- гаубичный артиллерийский дивизион;
- зенитно-ракетная батарея;
- противотанковая батарея;
- стрелковая рота (снайперов);
- рота РЭБ;
- рота связи;
- инженерно-сапёрная рота;
- рота десантного обеспечения;
- медицинская рота;
- ремонтная рота;
- рота материального обеспечения;
- рота РХБ защиты;
- взвод управления начальника артиллерии;
- рота управления.

## Боевое знамя бригады
В период с сентября 1979 года по осень 2013 года в качестве Боевого знамени использовала Боевое знамя 351-го гвардейского парашютно-десантного полка 105-й гвардейской Венской воздушно-десантной дивизии, на базе которой была сформирована.

В указанный период произошло четвёртое переименования части:
1. в 1979 год — 56-я отдельная гвардейская десантно-штурмовая ордена Отечественной войны бригада
2. в 1990 год — 56-я отдельная гвардейская воздушно-десантная ордена Отечественной войны бригада
3. в 1997 год — 56-й гвардейский десантно-штурмовой ордена Отечественной войны полк
4. в 2010 год — 56-я отдельная гвардейская десантно-штурмовая ордена Отечественной войны бригада
5. в 2021 год — 56-й гвардейский десантно-штурмовой ордена Отечественной войны полк

## Командиры

Раевский Виталий Анатольевич, командир 56-й гв. одшбр в 1985—1987 гг.

- Плохих, Александр Петрович (1980—1981), командир 351-го гв. пдп с октября 1976 года
- Карпушкин, Михаил Александрович (1981—1982)
- Сухин, Виктор Арсентьевич (1982—1983)
- Чижиков, Виктор Матвеевич (1983—1985)
- Раевский, Виталий Анатольевич (1985—1987)
- Евневич, Валерий Геннадьевич (1987—1990)
- Сотник, Александр Алексеевич (1990—1995)
- Мишанин, Сергей Валентинович (1995—1996)
- Степаненко, Рустам Алиевич (1996—1997)
- Вакульчук, Виктор Владимирович (1997—1999)
- Холзаков Андрей Владимирович (1999—2002)
- Кирси, Павел Валентинович (2002—2007[источник не указан 369 дней])
- Тимофеев, Игорь Борисович (2007[источник не указан 369 дней]—2012)
- Лебедев, Александр Витальевич (2012—2014)
- Валитов, Александр Хусаинович (август 2014 — март 2018)
- гвардии полковник Тонких, Евгений Николаевич (март 2018 — март 2020)
- гвардии полковник Кондрашкин, Андрей Владимирович (март 2020 — сентябрь 2023)
- генерал майор Геворкян, Сергей Рустамович ( 2023-2024)

## Отличившиеся воины полка
- Сергей Козлов — заместитель командира парашютно-десантной роты, Герой Советского Союза
- Сергей Петров — командир разведывательной роты, Герой Российской Федерации[18][19]
- Юрий Ворновской — младший сержант разведывательной роты, Герой Российской Федерации
- Таймураз Есенов — рядовой сапёрной роты, Герой Российской Федерации
- Ильяс Мухамедеев — сержант, Герой Российской Федерации
- Илья Споняков — старший лейтенант, Герой Российской Федерации

## Книги о полке
- «ZOV 56» (2022) — военные мемуары Павла Филатьева